# スティーブン・クワン
スティーブン・ロバート・クワン（Steven Robert Kwan, 1997年9月5日 - ）は、アメリカ合衆国カリフォルニア州ロスガトス出身のプロ野球選手（外野手）。左投左打。MLBのクリーブランド・ガーディアンズ所属。

## 経歴

### プロ入りとガーディアンズ時代
2018年のMLBドラフト5巡目（全体163位）でクリーブランド・インディアンスから指名されプロ入り。傘下のルーキー級アリゾナリーグ・インディアンスでプロデビューし、シーズン途中にA−級マホーニングバレー・スクラッパーズへ昇格した。この年は2チーム合計で17試合に出場して打率.346、5打点の成績を記録した。
2019年はA+級リンチバーグ・ヒルキャッツで123試合に出場して打率.280、3本塁打、39打点の成績を記録した。
2020年は新型コロナウイルスの影響でマイナーリーグのシーズンが中止となり、公式戦への出場はなかった。
2021年はAA級アクロン・ラバーダックスで開幕を迎え、シーズン途中にAAA級コロンバス・クリッパーズへ昇格。2チーム合計で77試合に出場して打率.328、12本塁打、44打点の成績を記録した。
2022年4月2日にメジャー契約を結んでアクティブ・ロースター入りし、開幕戦となった4月7日のカンザスシティ・ロイヤルズ戦に先発出場してメジャーデビューを果たした。4月11日のロイヤルズ戦では史上初となるメジャーデビューから4試合連続3度以上出塁を記録した。また4試合で15度出塁も記録の残る1901年以降初だった。さらにデビュー6試合目のシンシナティ・レッズ戦、第1打席の2球目がファウルチップになるまで、デビューから116球に渡り空振りの記録が無かった。これは2000年以降にデビューした選手としては最多記録となった。4月は15試合の出場で打率.354、7打点を記録し、ルーキー・オブ・ザ・マンスを受賞した。オフの11月14日に全米野球記者協会（BBWAA）の投票による新人王が発表され、2位票が10、3位票が14、計44ポイントで3位にランクインした。11月19日に「第5回WBC日本代表」にラーズ・ヌートバーと共にリストアップされていることが報じられた。しかし、MLBから出場資格を満たしていないとされ、日本代表入りを認められなかった。

## 選手としての特徴・人物
走攻守に定評がある外野手で、「ベイビー・イチロー」の異名を持つ。打撃では巧みなバットコントロールを誇るコンタクトヒッターであり、高い出塁率と空振りの少なさが魅力。外野守備では堅実なプレーが持ち味。
父は中国系アメリカ人であり、母は日系アメリカ人。母方の祖父母は日本の山形県出身で、第二次世界大戦後にアメリカのカリフォルニア州に移住して娘を出産した。2023年のWBCでは日本代表入りが模索され、本人も加入に前向きだったが、メジャーリーグ機構に「資格がない」と判断され実現しなかった。
子供の頃は厳格で完璧を求める母親に育てられたが、そのおかげで今の自分があると語っている。
人生で何度か自信を喪失しており、インポスター症候群にかかったことを明かしている。
イチローのような選手になりたいと語っており、打席に立つ前のしゃがむ動作などを真似している。

## 詳細情報

### 年度別打撃成績
| 年 度    | 球 団    | 試 合 | 打 席 | 打 数 | 得 点 | 安 打 | 二 塁 打 | 三 塁 打 | 本 塁 打 | 塁 打 | 打 点 | 盗 塁 | 盗 塁 死 | 犠 打 | 犠 飛 | 四 球 | 敬 遠 | 死 球 | 三 振 | 併 殺 打 | 打 率 | 出 塁 率 | 長 打 率 | O P S |
| -------- | -------- | ----- | ----- | ----- | ----- | ----- | -------- | -------- | -------- | ----- | ----- | ----- | -------- | ----- | ----- | ----- | ----- | ----- | ----- | -------- | ----- | -------- | -------- | ----- |
| 2022     | CLE      | 147   | 638   | 563   | 89    | 168   | 25       | 7        | 6        | 225   | 52    | 19    | 5        | 2     | 4     | 62    | 2     | 7     | 60    | 9        | .298  | .373     | .400     | .772  |
| 2023     | CLE      | 158   | 718   | 638   | 93    | 171   | 36       | 7        | 5        | 236   | 54    | 21    | 3        | 1     | 6     | 70    | 2     | 3     | 75    | 9        | .268  | .340     | .370     | .710  |
| 2024     | CLE      | 122   | 540   | 480   | 83    | 140   | 16       | 3        | 14       | 204   | 44    | 12    | 5        | 2     | 0     | 53    | 0     | 5     | 51    | 5        | .292  | .368     | .425     | .793  |
| MLB：3年 | MLB：3年 | 427   | 1896  | 1681  | 265   | 479   | 77       | 17       | 25       | 665   | 150   | 52    | 13       | 5     | 10    | 185   | 4     | 15    | 186   | 23       | .285  | .359     | .396     | .755  |

- 2024年度シーズン終了時

### 年度別守備成績
| 年 度 | 球 団 | 左翼（LF） | 左翼（LF） | 左翼（LF） | 左翼（LF） | 左翼（LF） | 左翼（LF） | 中堅（CF） | 中堅（CF） | 中堅（CF） | 中堅（CF） | 中堅（CF） | 中堅（CF） | 右翼（RF） | 右翼（RF） | 右翼（RF） | 右翼（RF） | 右翼（RF） | 右翼（RF） |
| 年 度 | 球 団 | 試 合      | 刺 殺      | 補 殺      | 失 策      | 併 殺      | 守 備 率   | 試 合      | 刺 殺      | 補 殺      | 失 策      | 併 殺      | 守 備 率   | 試 合      | 刺 殺      | 補 殺      | 失 策      | 併 殺      | 守 備 率   |
| ----- | ----- | ---------- | ---------- | ---------- | ---------- | ---------- | ---------- | ---------- | ---------- | ---------- | ---------- | ---------- | ---------- | ---------- | ---------- | ---------- | ---------- | ---------- | ---------- |
| 2022  | CLE   | 123        | 224        | 7          | 2          | 2          | .991       | 7          | 9          | 0          | 0          | 0          | 1.000      | 20         | 33         | 1          | 2          | 1          | .944       |
| 2023  | CLE   | 153        | 344        | 10         | 4          | 2          | .989       | -          | -          | -          | -          | -          | -          | -          | -          | -          | -          | -          | -          |
| 2024  | CLE   | 114        | 205        | 9          | 1          | 3          | .995       | -          | -          | -          | -          | -          | -          | -          | -          | -          | -          | -          | -          |
| MLB   | MLB   | 390        | 773        | 26         | 7          | 7          | .991       | 7          | 9          | 0          | 0          | 0          | 1.000      | 20         | 33         | 1          | 2          | 1          | .944       |

- 2024年度シーズン終了時
- 各年度の太字はリーグ最高
- 各年度の太字年はゴールドグラブ賞受賞

### 表彰
- ゴールドグラブ賞（外野手部門）：3回（2022年 - 2024年）
- フィールディング・バイブル賞（外野手部門）：2回（2022年、2023年）
- ルーキー・オブ・ザ・マンス：1回（2022年4月）

### 記録
- MLBオールスターゲーム選出：1回（2024年）

### 背番号
- 38（2022年 - ）